# Turma do Chico Bento (jogo eletrônico)
Turma do Chico Bento é um jogo eletrônico de simulação de fazenda desenvolvido pela Insolita Studios e lançado para o Facebook e Orkut no dia 3 de setembro de 2012. É inspirado na série de gibis Turma do Chico Bento, criada por Mauricio de Sousa. Em dezembro de 2012, o jogo alcançou a marca de 750 mil usuários.

## Jogabilidade
A primeira missão do jogo é criar um personagem customizado que está de mudança para a Vila da Abrobinha, onde o jogador poderá interagir com personagens da série de gibis. É um jogo single player com interação multiplayer, visto que o jogador pode visitar as fazendas vizinhas de seus amigos na rede social específica que também jogam a Turma do Chico Bento, mas não pode interagir diretamente com os mesmos. Assim como nos gibis, as falas das personagens no jogo utilizam um sotaque do interior de São Paulo, conhecido como "sotaque caipira".

## Desenvolvimento
A Level Up! Games já estava planejando o desenvolvimento de um jogo simulação de fazenda. Depois da publicadora escolher uma temática, foi a hora de procurar "um estúdio que tivesse mais relação com o tipo de jogo que estávamos fazendo", disse o gerente de jogo da Level Up!, Sérgio Jábali. A empresa escolhida foi a Insolita Studios.